# Alexa Demie
Alexa Demie   (Los Angeles, 11 de desembre de 1990), nascuda Alexa Demie Wilson, és una actriu, dissenyadora de moda i cantant estatunidenca d'ascendència mèxicana principalment coneguda pel seu paper com a Maddy Perez a la serie d'HBO Euphoria.

## Primers anys
Demie va nàixer a Los Angeles, Califòrnia, i va créixer al barri d'Atwater Village. Va ser criada per la seua mare, Rose Mendez, una maquilladora la família de la qual va emigrar a Los Angeles des de Mèxic i va quedar embarassada de Demie a una edat "extremadament jove". Demie ha dit que "no va créixer amb les millors figures masculines a la seua vida" o "molt respecte pels homes". Vivia en un apartament davant d'un laboratori de metamfetamines i veïna de diversos addictes, amb l'estudi de gravació de Black Eyed Peas a la volta de la cantonada. Segons ella, hi havia freqüents baralles i crits a sa casa quan era petita, i va fugir quan era adolescent per escapar del seu tòxic entorn familiar. Tot i això, ha qualificat la seua família de "molt suportiva" i "estar ahí els uns pels altres". Des de l'escola primària fins a l'escola secundària, Demie va ser assetjada pels seus companys de classe, descrivint-se a ella mateixa durant aquest temps com "bastant solitària". Es va involucrar en les arts escèniques a l'escola secundària durant el seu últim any.
Mentre estava a l'escola secundària, passava el seu temps lliure decorant ulleres de sol que comprava al centre de Los Angeles, cosa que la va portar a crear Mainframe, una línia d'ulleres de sol que va començar a vendre a una botiga de Melrose Avenue on treballava una amiga seua. La marca finalment es va fer popular a l'estranger, i van ser usades per G-Dragon, Jennifer Lopez, Nicki Minaj i Amber Rose i van aparèixer a Vogue Korea, tot i que aviat va deixar de fer-les perquè no li pagaven pels seus dissenys. També a l'institut, va començar a escriure cançons i va dissenyar un vestit per a un dels primers vídeos musicals de Minaj. Demie tenia plans per convertir-se en dissenyadora de moda, però després d'assistir a l'orientació per a una escola d'art a Nova York, va decidir no fer-ho.
El 2019 va canviar el seu nom legal de Alexa Demie Wilson Vanerstrom a Alexa Demie.

## Carrera
Demie va fer la seua primera aparició a la pantalla al videoclip d'Azealia Banks del 2013 de la seua cançó "ATM Jam". Després d'aparéixer en un curtmetratge per a un amic, va aconseguir el paper principal a The Godmother, una pel·lícula biogràfica sobre la narcotraficant colombiana Griselda Blanco, l'any 2015, però que va ser cancel·lada. La seua carrera professional d'actriu va començar amb un paper al curtmetratge Miles de 2015, a través del qual va trobar una agència per representar-la. Va passar a aparéixer com a convidada a les sèries de televisió Ray Donovan i Love, també a la segona temporada de la sèrie de televisió dramàtica The OA com Ingrid, una jugadora de videojocs bilingüe. El 2016, va llançar el seu senzill debut, "Girl Like Me", i va aparéixer al senzill de Pearl "Turnin' Tricks". Va aparéixer al vídeo musical de la cançó "Slide" de JMSN del 2017 i a la pel·lícula de comèdia dramàtica del 2017 Brigsby Bear, en la qual va interpretar Merideth. El juliol de 2018, va dirigir el vídeo musical de la cançó de JMSN "Talk is Cheap" amb Natalie Falt.
Demie va cridar l'atenció amb el seu paper secundari a la pel·lícula Mid90s del 2018, escrita i dirigida per Jonah Hill, com Esmee, l'interés amorós del protagonista. Un any després que Demie fes una audició sense èxit per a la pel·lícula Never Goin' Back d'Augustine Frizzell del 2018, Frizzell li va enviar un correu electrònic sobre una audició per a la sèrie dramàtica d'HBO Euphoria, l'episodi pilot de la qual estava dirigint. Tot i que tenia previst fer un descans de l'actuació per seguir la seua carrera musical, li va interessar el guió de la sèrie i va decidir fer una audició. El 2019, va començar a protagonitzar-hi Maddy Perez, una adolescent popular en una relació abusiva intermitent amb el jugador de futbol americà Nate Jacobs. Demie va ser considerada per la crítica l'estrella emergent d'Euphoria.
Demie va protagonitzar la pel·lícula Waves del 2019 com a Alexis, una noia que queda embarassada pel seu nuvi, un lluitador popular però problemàtic de secundària interpretat per Kelvin Harrison Jr. També va aparéixer a la pel·lícula de comèdia dramàtica Mainstream el 2020 com a Isabelle Roberts, i va fer un cameo al vídeo de The Neighbourhood per a la cançó "Stargazing". A Nineteen on Fire, un curtmetratge del 2021 escrit i dirigit per Ryan Simpkins, va interpretar una narcotraficant. Va aparéixer i va dirigir el vídeo de la cançó de JMSN "Love 2 U" l'agost de 2021. El setembre de 2021, va llançar el senzill "Leopard Limo (Archive LL11)" i va aparéixer al vídeo musical de la cançó de JMSN "Act Like I'm Not Here".
Després de parlar amb la fotògrafa Petra Collins l'estiu del 2020, Demie i Collins van crear Fairy Tales, una col·lecció de contes eròtics escrites amb Collins i que contenia fotos de Demie vestida com a diverses criatures mítiques preses per Collins, que va ser publicada per Rizzoli el novembre de 2021.
Demie donarà veu a un personatge la propera sèrie d'animació Fables.

## Filmografia

### Pel·lícules
| Any  | Títol            | Paper            | Notes        |
| ---- | ---------------- | ---------------- | ------------ |
| 2015 | Milles           | Sara             | Curtmetratge |
| 2017 | Brigsby Bear     | Merideth         |              |
| 2017 | To the Moon      | Virginia Dawson  | Curtmetratge |
| 2018 | Mid90s           | Estee            |              |
| 2019 | Waves            | Alexis López     |              |
| 2020 | Mainstream       | Isabelle Roberts |              |
| 2021 | Nineteen on Fire | Paisley          | Curtmetratge |

### Televisió
| Any   | Títol       | Paper       | Notes                        |
| ----- | ----------- | ----------- | ---------------------------- |
| 2016  | Ray Donovan | Shairee     | 3 episodis                   |
| 2018  | Love        | Marina      | 2 episodis                   |
| 2019  | The OA      | Ingrid      | Episodi: "L'illa del tresor" |
| 2019– | Euphoria    | Maddy Pérez | Paper principal              |

### Videos musicals

#### Aparicions de convidada
| Any  | Títol        | Artista                 | Director                          |
| ---- | ------------ | ----------------------- | --------------------------------- |
| 2013 | " Jam ATM "  | Azealia Banks, Pharrell | Rony Alwin                        |
| 2017 | "Slide"      | JMSN                    | JMSN, Solomon Gross, Ian Randolph |
| 2017 | " Angèlica " | JMSN                    | Cameron McCool                    |
| 2020 | "Stargazing" | The Neighbourhood       | Ramez Silyan                      |

#### Directora
| Any  | Títol           | Artista | Director                  |
| ---- | --------------- | ------- | ------------------------- |
| 2018 | "Talk Is Cheap" | JMSN    | Alexa Demie, Natalie Falt |